# Indo-Pacific Economic Framework
Indo-Pacific Economic Framework - это экономическая инициатива, созданная президентом Соединенных Штатов Америки Джо Байденом 23 мая 2022 года. Программа была запущена с участием четырнадцати стран-учредителей в Индо-Тихоокеанском регионе с открытым приглашением для других стран присоединиться.
Аналитики сравнили его с Транстихоокеанским партнёрством, из которого США вышли в 2017 году. Однако эта инициатива призвана стать предшественником последующих переговоров, поскольку она не включает в себя единообразное снижение тарифов.
Байден охарактеризовал её как «написание новых правил для экономики XXI века», заявив, что соглашение позволит экономическим участникам «расти быстрее и справедливее». Министр торговли Джина Раймондо заявила, что эти рамки представляют собой «наиболее значительное международное экономическое взаимодействие, которое Соединенные Штаты когда-либо имели в этом регионе». Но некоторые комментаторы, в том числе промышленные группы США, охарактеризовали пакт как «пустой», «бессмысленный» или «бесполезный» из-за отсутствия в нем реальных политических действий, таких как снижение тарифов.